# Мел-палеогеновая граница
Граница мелового и палеогенового периодов (граница K-Pg; граница мелового и третичного периодов, K-T) — геологическая структура, обычно представляющая собой тонкую полосу каменной породы. Данная граница находится в конце мелового периода (последнего периода мезозойской эры) и отмечает начало палеогенового периода, первого периода кайнозойской эры. Возраст границы обычно оценивается примерно в 66 миллионов лет до н. э., с радиометрическим датированием в 66,043 ± 0,011 млн лет.
Граница K-Pg ассоциирована с событием массового мел-палеогенового вымирания, в ходе которого было уничтожено более половины мезозойских видов животных, включая всех динозавров, кроме птиц.
Существуют убедительные доказательства того, что вымирание совпало с катастрофически сильным попаданием метеорита в полуостров Юкатан, Мексика, в ходе которого был образован кратер Чикшулуб. Общепринятой в науке теорией является то, что столкновение являлось одной из причин массового вымирания.